# Владимир Бакалов
Владимир Павлов Бакалов е български офицер, генерал-майор от инженерните войски, участник в Балканската (1912 – 1913), Междусъюзническата война (1913) и Първата световна война (1915 – 1918) и инспектор на инженерни войски (1930 – 1932).

## Биография
Владимир Бакалов е роден на 8 ноември 1880 г. в Шумен. През 1902 г. завършва Военното на Негово Княжеско Височество училище и е произведен в чин подпоручик. Служи в 1-ва пионерна дружина. През 1905 е произведен в чин поручик, през 1909 в чин капитан. Служи в 4-та и 3-та сборна пионерна дружина. Взема участие в Балканската (1912 – 1913) и Междусъюзническата война (1913).
По време на Първата световна война (1915 – 1918) капитан Владимир Бакалов е командир на рота от 4-та пионерна дружина и през 1917 е произведен в чин майор. През 1918 г. „за бойни отличия и заслуги във войната“ е награден с Военен орден „За храброст“ IV степен 1 клас. наградата е потвърдена със заповед № 355 от 1921 г. по Министерството на войната.
След края на войната, на 1 април 1919 г. е произведен в чин подполковник. Служи в 3-та пионерна дружина. На 6 май 1925 е произведен в чин полковник и от същата година е на служба в Инженерната инспекция. През 1927 г. е назначен за завеждащ инженерната част в 3-та военноинспекционна област, а на 15 май 1930 г. е назначен за инспектор на инженерни войски. На 15 ноември 1932 г. е произведен в чин генерал-майор и преминава в запаса.
Генерал-майор Владимир Бакалов е женен и има 1 дете.

## Военни звания
- Подпоручик (1902)
- Поручик (1905)
- Капитан (1909)
- Майор (1917)
- Подполковник (1 април 1919)
- Полковник (6 май 1925)
- Генерал-майор (15 ноември 1932)

## Образование
- Военно на Негово Княжеско Височество училище (до 1902)

## Награди
- Военен орден „За храброст“ IV степен 1 клас (1918, 1921)